# اختبار أولينهوث
اختبار أولينهوث يشار إليه أيضًا باسم اختبار الأجسام المضادة للمستضد المضاد للأنواع، وهو اختبار يمكن أن يحدد أنواع عينة الدم. ابتكرها بول أولينهوث في عام 1901 ، بناءً على اكتشاف أن دماء الأنواع المختلفة تحتوي على واحد أو أكثر من البروتينات المميزة. يمثل الاختبار إنجازًا كبيرًا وأصبح له أهمية هائلة في علم الأدلة الجنائية في القرن العشرين. تم تحسين الاختبار لاستخدامه في الطب الشرعي بواسطة الكيميائي السويسري موريس مولر في الستينيات.